# Psychotria goodenoughiensis
Psychotria goodenoughiensis är en måreväxtart som beskrevs av Seymour Hans Sohmer. Psychotria goodenoughiensis ingår i släktet Psychotria och familjen måreväxter. Inga underarter finns listade i Catalogue of Life.